# 김민우1
《김민우1》은 김민우의 1집 정규 음반이다. 이 앨범의 수록곡들 가운데 〈입영열차 안에서〉는 군 입대를 앞둔 남성의 입장에서 연인에 대한 그리움을 구구절절하게 표현한 곡으로 대중들의 큰 화제와 모으는 것과 함께 인기를 끌었다.

## 수록곡
전체 작사: 박주연
| #            | 제목                            | 작곡         | 편곡         | 재생 시간 |
| ------------ | ------------------------------- | ------------ | ------------ | --------- |
| 1.           | 〈사랑일뿐야〉                  | 하광훈       | 하광훈       | 4:11      |
| 2.           | 〈입영열차안에서〉              | 윤상         | 윤상         | 3:56      |
| 3.           | 〈가르쳐 줄수 없겠니〉          | 하광훈       | 하광훈       | 4:11      |
| 4.           | 〈하나가 되기까지〉             | 윤상         | 윤상         | 3:43      |
| 5.           | 〈휴식같은 친구〉               | 하광훈       | 하광훈       | 4:45      |
| 6.           | 〈다시 얘기를 해줘〉            | 윤상         | 윤상         | 4:03      |
| 7.           | 〈나의 어머니〉                 | 하광훈       | 하광훈       | 4:10      |
| 8.           | 〈부탁해〉                      | 하광훈       | 하광훈       | 4:22      |
| 9.           | 〈헤어지는 연인들을 위한 노래〉 | 하광훈       | 하광훈       | 6:02      |
| 총 재생 시간 | 총 재생 시간                    | 총 재생 시간 | 총 재생 시간 | 39:23     |